# Bythotiaridae
Bythotiaridae is een familie van neteldieren uit de klasse van de Hydrozoa (hydroïdpoliepen). 

## Geslachten
- Bythocellata Nair, 1951
- Bythotiara Günther, 1903
- Calycopsis Fewkes, 1882
- Kanaka Uchida, 1947
- Meator Bigelow, 1913
- Protiaropsis Stechow, 1919
- Pseudotiara Bouillon, 1980
- Sibogita Maas, 1905